# Citernes de Tawila
Les citernes de Tawila sont des réservoirs d'eau se trouvant à Aden au Yémen et datant de l'Antiquité. 

## Histoire
Les citernes de Tawila dateraient du Ier siècle et auraient été construites par les Himyarites,. Une plaque à l'entrée du site avertit néanmoins les visiteurs : « En ce qui concerne la construction originale, rien n'est connu avec précision ». 
Les citernes sont mentionnées dans des manuscrits datant d'après l'implantation de l'Islam au Yémen au VIIe siècle : « Aden possède des réservoirs qui collectent l'eau quand la pluie tombe » écrivait Abū Muhammad al-Hasan al-Hamdānī au Xe siècle. Al-Makdsi, trois siècles plus tard, évoque également les puits et les citernes d'Aden. À l'époque de la dynastie des Rassoulides (1229-1454), les réservoirs étaient en ruines. Les Rassoulides reconnurent leur utilité et commencèrent à les restaurer. Les citernes furent utilisées jusqu'au XVIe siècle. 
Elles ont été redécouvertes par Robert Lambert Playfair en 1854. Les Britanniques les ont restauré au XIXe siècle.

## Caractéristiques

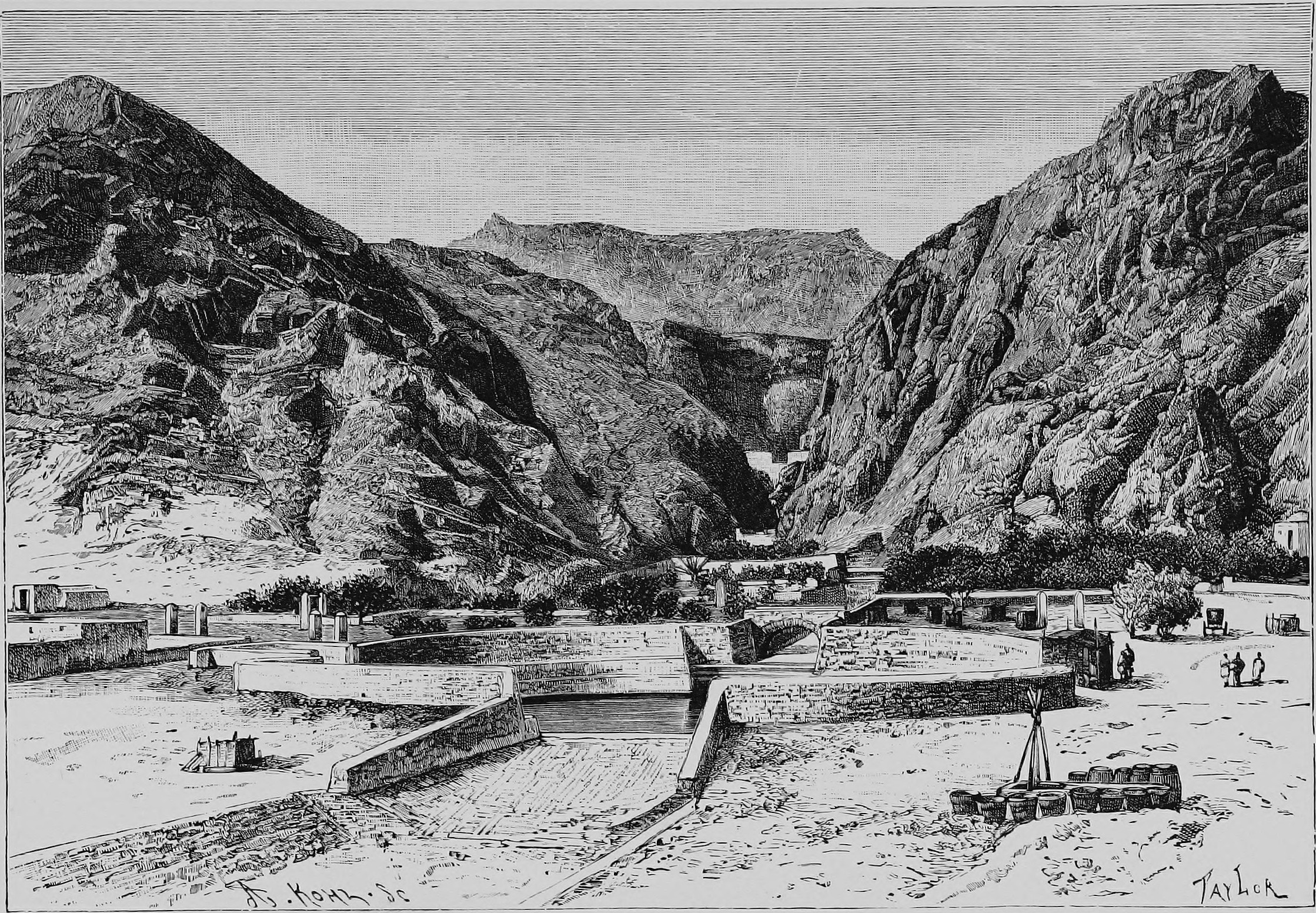
Dessin des citernes datant de 1876

Situées à 1 600 m d'altitude, les citernes servaient à approvisionner Aden en eau douce grâce aux eaux de pluie dévalant la montagne Shamsan,. Dix-huit citernes se superposent et se remplissent successivement. Elles sont fabriquées avec des roches volcaniques provenant de Wadi Tawila et sont alignées à l'aide d'un stuc spécial incluant des cendres volcaniques pour en faire un ciment naturel qui soit à la fois dur et imperméable. Leur contenance est de plus d'un million d'hectolitres, le trop plein étant déversé dans la mer par un système de canalisation. Les plus grands réservoirs sont le réservoir Coghlan situé au centre du site et le réservoir Playfair, situé en contrebas, en dehors du site lui-même.
Les réservoirs sont aujourd'hui vides et ils trônent au milieu d'un jardin faisant office de parc public,. Le site accueille également les touristes.
En cas d’inondation, ils sont néanmoins utiles pour absorber une partie de l'eau de la montagne. Un système d'oueds et de barrages favorise l'évacuation.